# Бирлик (Иссык-Кульская область)
Бирлик (кирг. Бирлик) — село в Тюпском районе Иссык-Кульской области Кыргызстана. Входит в состав Тюпского аильного округа. Код СОАТЕ — 41702 225 889 02 0.

## Население
По данным переписи 2009 года, в селе проживало 915 человек.
По данным переписи 2022 года, в селе проживало 1 210 человек.